# Diocesi di Cela
La diocesi di Cela (in latino: Dioecesis Cœlena) è una sede soppressa del patriarcato di Costantinopoli e una sede titolare della Chiesa cattolica.

## Storia
Cela, identificabile con Kilya nella penisola di Gallipoli in Turchia, è un'antica sede vescovile della provincia romana di Europa nella diocesi civile di Tracia. Faceva parte del patriarcato di Costantinopoli ed era suffraganea dell'arcidiocesi di Eraclea.
Sono tre i vescovi conosciuti di questa antica sede episcopale: Cirillo prese parte al concilio di Efeso del 431 e a causa di un dolore alla mano firmò al suo posto il prete Selenespondio; Teotecno sottoscrisse nel 458 la lettera dei vescovi della provincia di Europa all'imperatore Leone dopo la morte del patriarca Proterio di Alessandria
Al concilio di Nicea del 787 fu presente il vescovo Leonide, la cui sottoscrizione come "vescovo di Cela" accompagna la definizione di fede conciliare, dopo l'ultima seduta. Questo vescovo tuttavia, in liste precedenti del medesimo concilio, si firma come "vescovo di Madito o Cela" (Μάδυτα ἤτοι Κύλα). Questa titolatura indica che l'antica sede di Cela fu trasferita nel corso dell'VIII secolo nella vicina città di Madito, e che per un certo periodo, come attesta il concilio niceno, l'antico titolo continuò ad essere usato accanto a quello nuovo di Madito.
Le Notitiae Episcopatuum del patriarcato di Costantinopoli riflettono questa evoluzione. Le più antiche Notitiae, dal VII alla prima metà del IX secolo, riportano solo la diocesi di Cela; con la Notitia attribuita all'imperatore Leone VI e databile all'inizio del X secolo, Cela scompare mentre fa la sua apparizione fra le suffraganee di Eraclea la diocesi di Madito, ininterrottamente documentata nelle Notitiae fino al XIV secolo.
Dal 1933 Cela di Europa è annoverata tra le sedi vescovili titolari della Chiesa cattolica; la sede è vacante dal 3 giugno 1980.

## Cronotassi

### Vescovi greci
- Cirillo † (menzionato nel 431)
- Teotecno † (menzionato nel 458)
- Leonide † (menzionato nel 787)

### Vescovi titolari
- Joseph Walsh † (16 dicembre 1937 - 16 gennaio 1940 nominato arcivescovo di Tuam)
- George Joseph Donnelly † (19 marzo 1940 - 9 novembre 1946 nominato vescovo di Leavenworth)
- Cândido Bento Maria Penso, O.P. † (19 luglio 1947 - 17 gennaio 1957 nominato vescovo di Goiás)
- Francesco Ricceri † (16 marzo 1957 - 15 maggio 1961 nominato vescovo di Trapani)
- João Batista Marchesi, S.D.B. † (21 maggio 1962 - 3 giugno 1980 deceduto)